# 凱斯·羅斯福斯
凱斯·羅斯福斯（Keith Rothfus；1962年4月25日—）是美國的一位政治人物。自2013年開始，他是賓夕法尼亞州第12選舉區選出的美國眾議院議員。他的黨籍是共和黨。在成為國會議員之前，羅斯福斯曾經是一位律師。羅斯福斯在2012年的選舉中戰勝馬克·克里茨當選。